# Курт Сіодмак
Курт Сіодмак (англ. Curt Siodmak; 10 серпня 1902, Дрезден — 2 вересня 2000, Трі-Ріверс, Каліфорнія) — німецький та американський письменник-фантаст і сценарист. Молодший брат режисера Роберта Сіодмака.

## Біографія
Уродженець Дрездена, Сіодмак здобув науковий ступінь в області математики й одночасно з цими почав писати художні твори. Перший його роман «Люди в неділю» (1929), що демонструє в хронологічній манері життя чотирьох берлінців у вихідний день. Текст був екранізований старшим братом письменника Робертом і Едгаром Ульмером.
У наступні роки Курт Сіодмак написав багато романів, сценаріїв і оповідань, включаючи роман «FP1 не доступний» (1933), за яким було знято популярний фільм з Гансом Альберсом і Петером Лорре в головних ролях.
Після приходу до влади нацистів і початком проведення ними антисемітської пропаганди, Сіодмак вирішив емігрувати — спершу в Англію, а звідти переїхав у США в 1937 році.
У 1941 році для студії Universal письменник створив образ нового монстра — людини-вовка Лоуренса Телбота. Персонаж став таким же популярним як Дракула і Монстр Франкенштейна. У 1942 році Сіодмак написав свій найвідоміший роман — «Мозок Донована», який став бестселером і був кілька разів екранізований.

## Праці

### Романи
1. FP1 не відповідає (1933)
2. Чорна п'ятниця (1939)
3. Мозок Донована (1942)
4. Звір з п'ятьма пальцями (1945)
5. Той, кого я буду цілувати (1952)
6. Зоряні наїзники (1954)
7. Скайпорт (1959)
8. Тільки для королів (1964)
9. Пам'ять Хаузера (1968)
10. Третє вухо (1971)
11. Місто в небесах (1974)
12. Франкенштейн зустрів Людину-Вовка (1981)
13. Тіло Габріеля (1992)

### Збірки оповідань
1. Яйця озера Танганьїка (1926)
2. Зміна теми (1972)
3. Р-фактор (1976)
4. Експеримент зі злом (1985)

### Вибрана фільмографія
1. FP1 не відповідає (1932)
2. FP1 (1933)
3. Дівчатка можуть бути хлопчиками (1934)
4. Це Бет (1935)
5. Абдул Проклятий (1935)
6. Я даю моє серце (1935)
7. Тунель (1935)
8. Нью-Йорк нон-стоп (1937)
9. ЇЇ джунглі любові (1938)
10. Повернення Людини-Невидимки (1940)
11. Чорна п'ятниця (1940)
12. Мавпа (1940)
13. Людина-вовк (1941)
14. Невидимий агент (1942)
15. Франкенштейн зустрічає Людину-Вовка (1943)
16. Фіолетовий V (1943)
17. Пастка для людей (1943)
18. Я гуляла з зомбі (1943)
19. Фальшиві лиця (1943)
20. Син Дракули (1943)
21. Кульмінація (1944)
22. Дім Франкенштейна (1944)
23. Таємнича леді (1945)
24. Повернення Монте-Крісто (1946)
25. Звір п'ятьма пальцями (1946)
26. Берлінський експрес (1948)
27. Чарівний фонтан Тарзана (1949)
28. Наречена горили (1951)
29. Магнітний Монстр (1953)
30. Я прожив три життя (епізод «Інфрачервона плівка») (1954)
31. Зоряні вершники (1954)
32. Істота з атомним мозком (1955)
33. Земля проти літаючих тарілок (1956)
34. Куруку, звір з Амазонії (1956)
35. Раби кохання з Амазонії (1957)
36. Історії Франкенштейна (1958)
37. Посланець Диявола (1961)
38. Шерлок Холмс та смертельне намисто (1962)